# Shepperton Studios

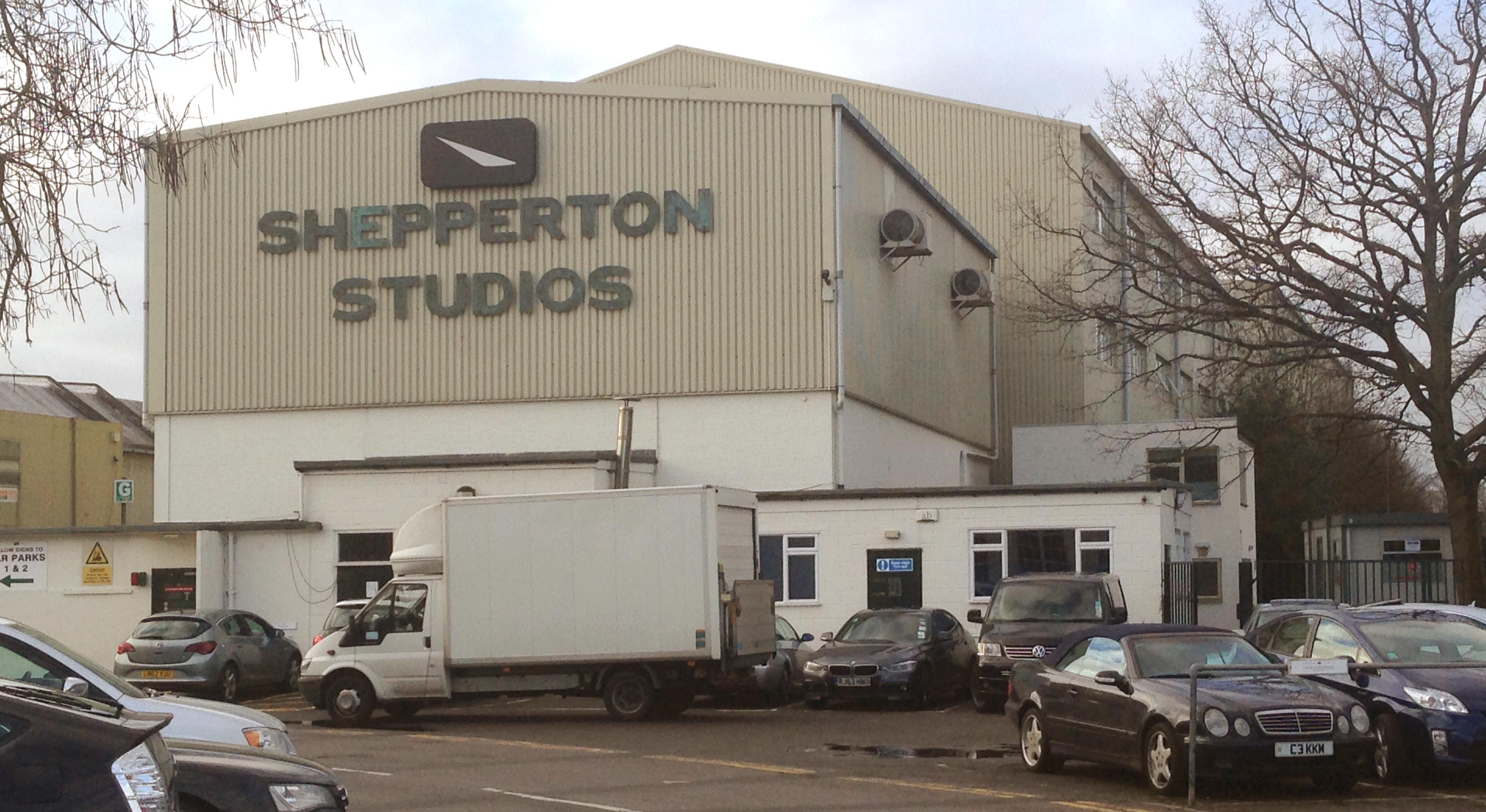
Shepperton Studios 2004.

Shepperton Studios är en filmstudio i Shepperton i Surrey, England i Storbritannien. Dess historia går bak till år 1931, ursprungligen känd som Sound City. 
Shepperton Studios ägs sedan 2001 av Pinewood Group som även äger Pinewood Studios.
Under 2019 ingick ägaren Pinewood Group ett avtal med Netflix som innebar att Netflix spelar in en stor andel av sina produktioner där.

## Filmer som spelats in där
Exempel på filmer som spelats in på Shepperton Studios är bland andra Kanonerna på Navarone 1961, Stanley Kubricks Dr Strangelove 1964, och Ridley Scotts Alien 1979.